# Philippa de Coucy
Philippa de Coucy, comtesse d'Oxford et duchesse d'Irlande (18 avril 1367 - octobre 1411) est la cousine du roi Richard II d'Angleterre et l'épouse de son favori, Robert de Vere, 9ème comte d'Oxford et duc d'Irlande. 

## Mariage
Philippa est née à Eltham Palace peu avant le 18 avril 1367. Elle est la fille cadette d'Enguerrand VII de Coucy et d'Isabelle, fille aînée du roi Édouard III d'Angleterre. Sa sœur aînée, Marie, est née l'année précédente. Elle est nommée d'après sa grand-mère, la reine Philippa de Hainaut. Comme sa mère, Philippa est créée dame de la Jarretière. En 1371, à l'âge de quatre ans, elle est fiancée à Robert de Vere, qui n'a lui-même que cinq ans de plus et qui est déjà comte d'Oxford. Ils se sont mariés le 5 octobre 1376 mais n'eurent pas d'enfants. Son mari est rapidement devenu l'un des favoris du jeune roi Richard, au point que  certains soupçonnaient qu'ils avaient une liaison. 

## Répudiation et divorce
En 1387, Robert de Vere répudie Philippa et le pape Urbain VI lui accorde le divorce. Le comte d'Oxford avait entamé une liaison avec Agnès de Launcekrona, une dame d'honneur de l'épouse de Richard II, Anne de Bohême, et la prit comme épouse. Cela créa un scandale dans tout le royaume, les oncles de Philippa, Jean de Gand, Thomas de Woodstock et Edmond de Langley, étant particulièrement en colère. La mère de Robert de Vere, Maud de Ufford, prit le parti de Philippa et l'emmena dans sa propre maison, disant qu'elle tenait à Philippa "plus que si elle avait été sa propre fille". 
Philippa continua néanmoins à être considérée comme la véritable comtesse d'Oxford et duchesse d'Irlande. Peu de temps après, en 1388, Robert de Vere est disgracié et envoyé en exil à Louvain. Le 17 octobre 1389, le pape déclara le divorce invalide, et en 1392, de Vere meurt à la chasse. Entre-temps, Philippa est devenue une des dames de la seconde épouse de Richard II, Isabelle de France, qu'elle accompagne en France après la mort du roi en 1400. Elle meurt en octobre 1411, à 44 ans. 

## Sources
- Mary Anne Everett Green, Vie des princesses d'Angleterre (1855).